# Puchlovice
Puchlovice (německy Puchlowitz) jsou obec v okrese Hradec Králové v Královéhradeckém kraji. Žije zde 114 obyvatel. Puchlovicemi protéká řeka Bystřice.

## Historie
První písemná zmínka o obci pochází z roku 1547.

## Obyvatelstvo
| Rok            | 1869 | 1880 | 1890 | 1900 | 1910 | 1921 | 1930 | 1950 | 1961 | 1970 | 1980 | 1991 | 2001 | 2011 | 2021 |
| -------------- | ---- | ---- | ---- | ---- | ---- | ---- | ---- | ---- | ---- | ---- | ---- | ---- | ---- | ---- | ---- |
| Počet obyvatel | 313  | 295  | 283  | 241  | 270  | 252  | 244  | 188  | 192  | 172  | 156  | 124  | 130  | 134  | 110  |
| Počet domů     | 50   | 50   | 47   | 48   | 49   | 48   | 51   | 53   | 44   | 44   | 43   | 48   | 49   | 49   | 51   |

## Obecní správa
Mezi lety 1869–1960 Puchlovice byly obcí v okrese Hradec Králové (1869–1930) a později v okrese Hradec Králové-okolí. V letech 1961–1991 patřily jako část obce k Boharyni a od 1. ledna 1992 jsou opět samostatnou obcí.

### Obecní symboly
Znak a vlajka byly obci uděleny rozhodnutím předsedy Poslanecké sněmovny Parlamentu České republiky dne 10. září 2021.

## Pamětihodnosti
- Venkovská usedlost

## Galerie

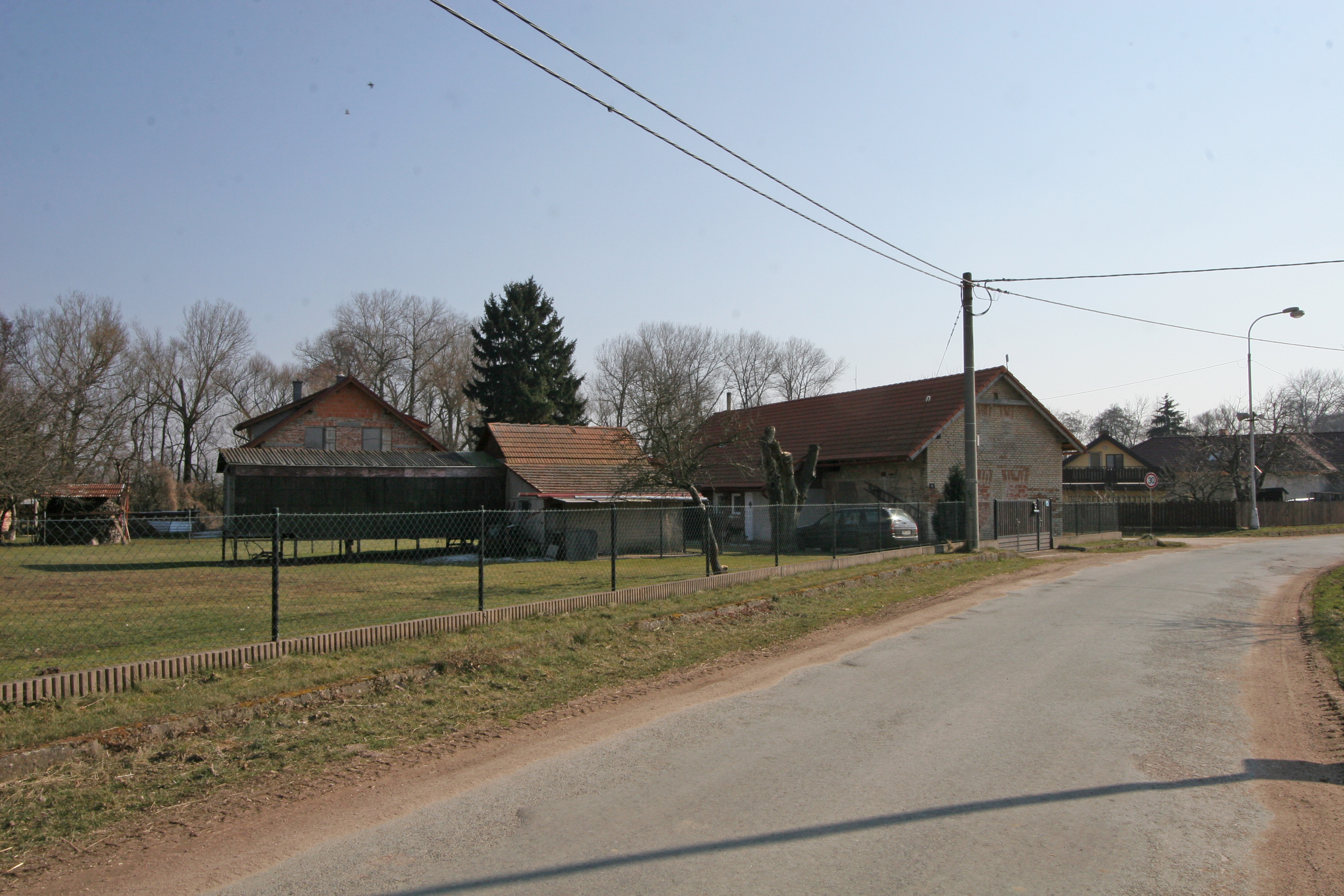
Stavení čp. 35
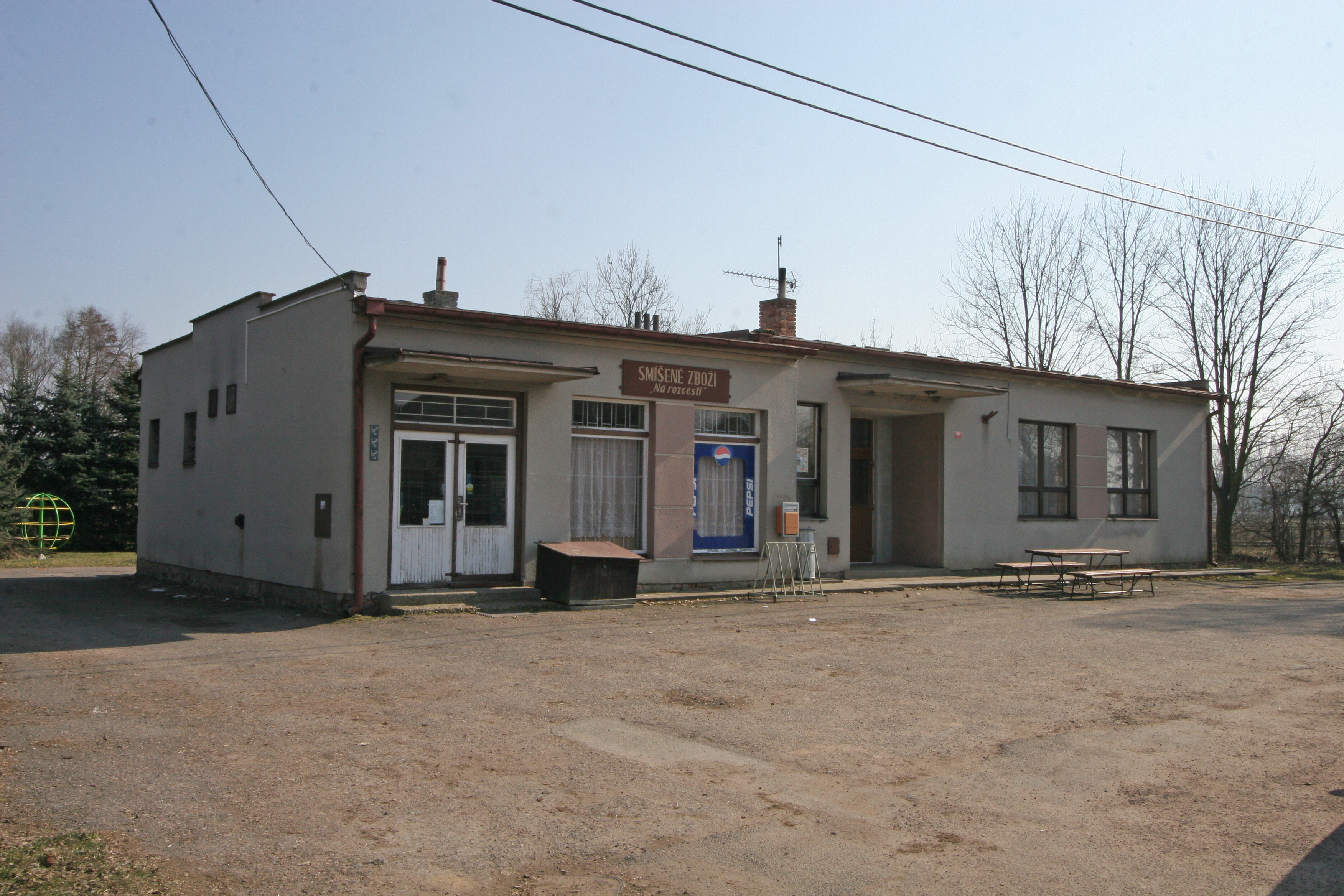
Prodejna
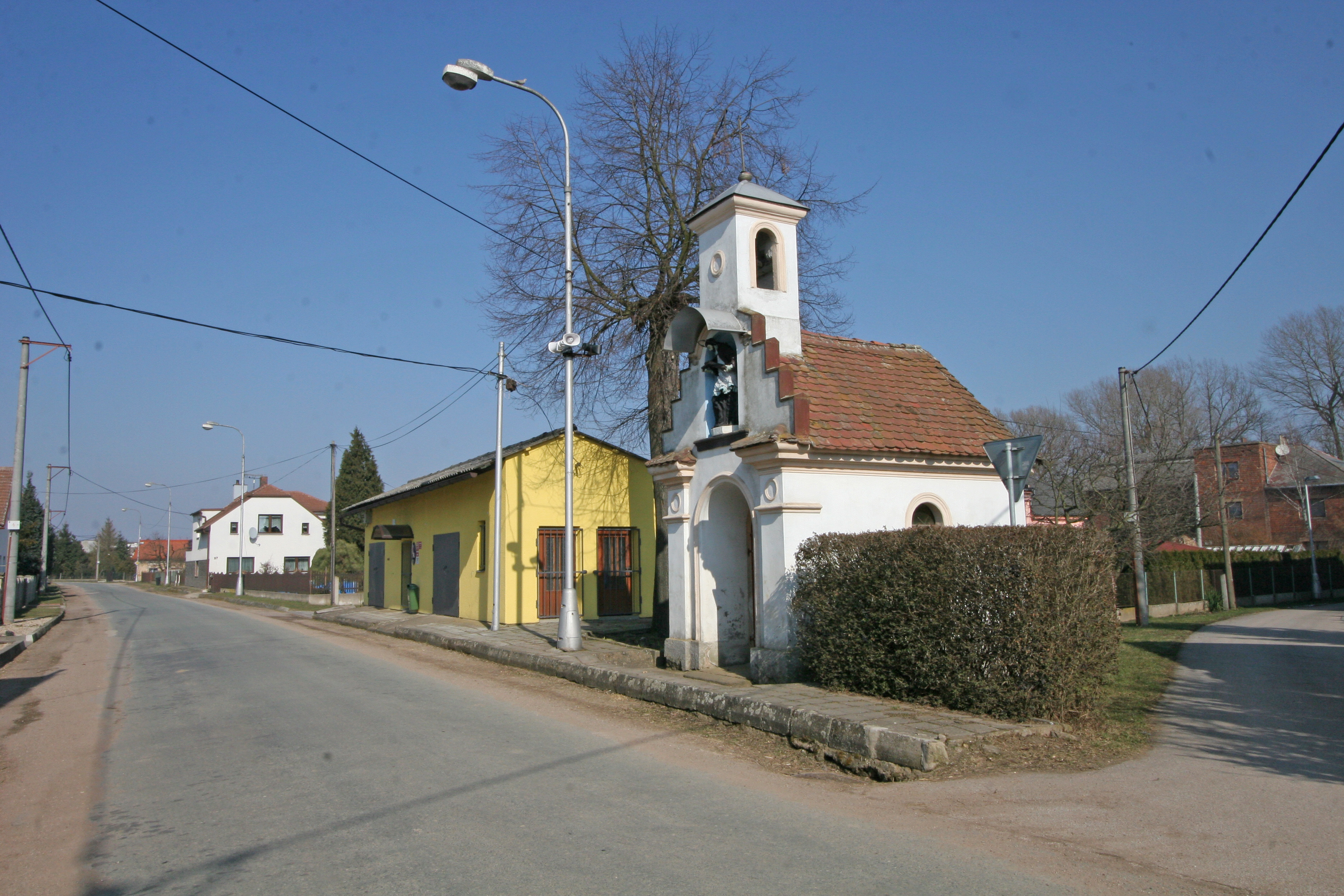
Kaplička
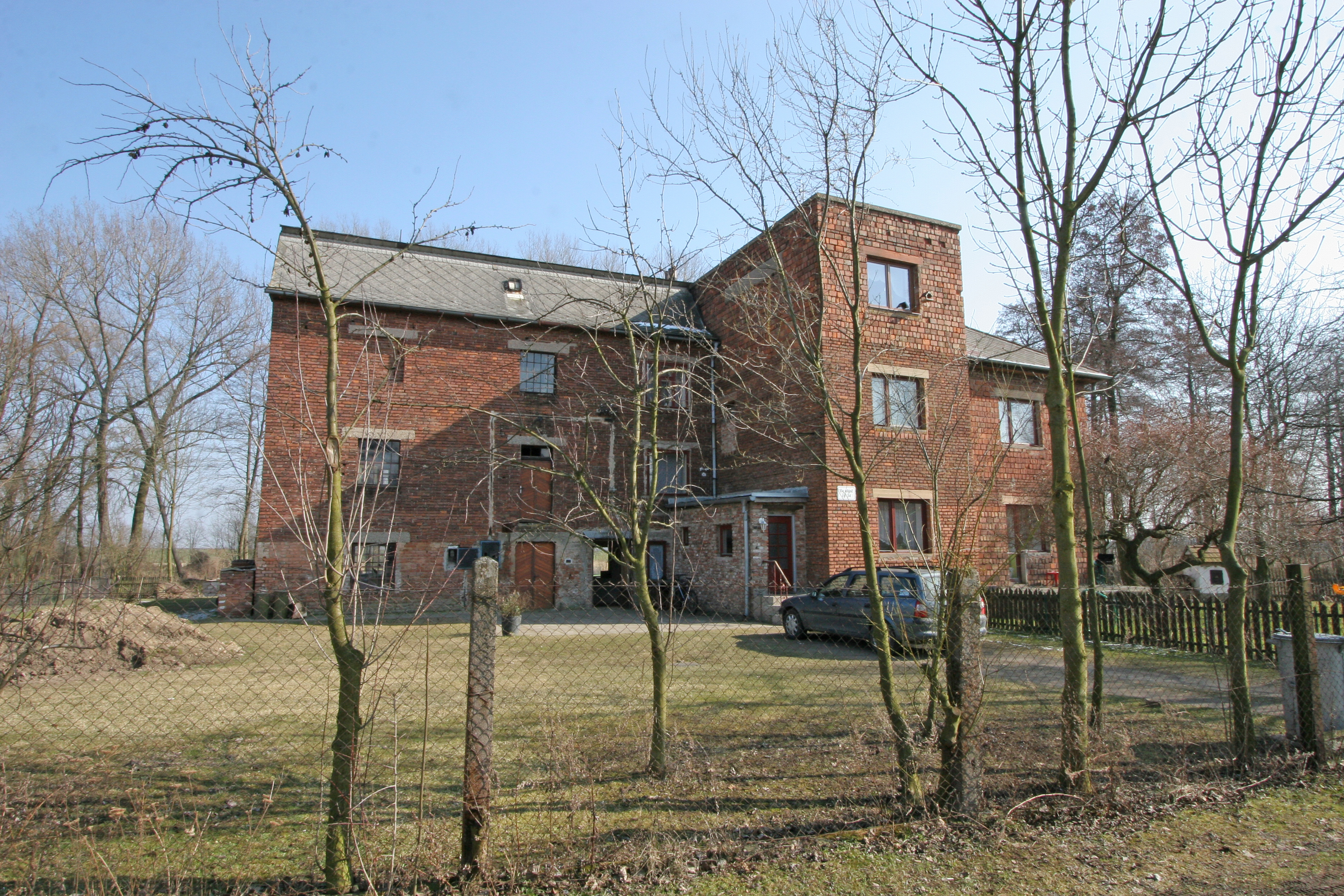
Bývalý mlýn